# Audrius Žuta
Audrius Žuta (Klaipėda, 5 gennaio 1969) è un ex calciatore lituano, di ruolo centrocampista.

## Palmarès

### Club

#### Competizioni nazionali
- Campionato bielorusso: 2

Dinamo Minsk: 1992, 1992-1993
- Coppa di Bielorussia: 1

Dinamo Minsk: 1992